# Бомбо легуэро
Бомбо легуэро (исп. Bombo legüero), также называют исп. Bombo criollo — большой креольский барабан — традиционный аргентинский барабан, родом из провинции Сантьяго-дель-Эстеро. Название legüero происходит от единицы измерения длины — лиги, равной примерно 5 километрам. Считается, что звук барабана, на равнине, слышен на расстоянии лиги.
Изготавливается из полого, выдолбленного, цельного ствола дерева ceibo и обтягивается шкурой животных, обычно козы, коровы, овцы или гуанако (ламы). Для придания глубины звучанию барабана используется шкура мехом наружу. Барабан имеет сходное строение со старинным европейским военным барабаном — ландскнехттроммелем (нем. Landsknechtstrommel). Используется аналогичное крепление колец кожаными ремнями для натяжения двух мембран. Барабан имеет ремень для ношения на плече.
Звук извлекается двумя деревянными палочками, которые могут иметь мягкие наконечники. Удары наносятся как по мембране, так и по деревянной оправе. Музыканта, который специализируется в игре на этом инструменте, называют bombisto.
Бомбо легуэро является важным элементом фольклора Аргентины, являясь аккомпанементом в народных танцах Zamba и Chacarera, а также используется в других латиноамериканских музыкальных жанрах, таких как самба, сальса и т. д.
Игра на бомбо легуэро используется многими латиноамериканскими музыкантами: Los Chalchaleros, Tremor, Domingo Cura, Los Fronterizos, Carlos Rivero, Soledad Pastorutti, и Мерседес Соса.